# 尤塔扎區
54°38′N 53°21′E / 54.633°N 53.350°E
尤塔扎區（俄语：Ютазинский район），是俄羅斯的一個區，位於該國西部，由韃靼斯坦共和國負責管轄，始建於1991年4月6日，面積759平方公里，2010年人口21,615，人口密度每平方公里28.48人。